# 砂漠 (中川晃教のアルバム)
『砂漠』（さばく）は、中川晃教のミニアルバム。2か月連続で発売されたコンセプト・ミニアルバムの2作目で、ミュージカルをテーマとしている。

## 収録曲
| #  | タイトル                       | 作詞・作曲 | 編曲     | 時間 |
| -- | ------------------------------ | ---------- | -------- | ---- |
| 1. | 「ユーアー ザ スーパースター」 | 中川晃教   | 島健     | 4:49 |
| 2. | 「BACK TOGETHER NOW」          | 中川晃教   | 江口貴勅 | 4:53 |
| 3. | 「I WILL GIVE U WHAT U WANT」  | 中川晃教   | 坂下秀実 | 5:24 |
| 4. | 「砂漠」                       | 中川晃教   | 牧野信博 | 4:46 |
| 5. | 「イッツ マジカル」            | 中川晃教   | 中川晃教 | 5:28 |
| 6. | 「I'm gonna stay with you」    | 中川晃教   | 牧野信博 | 3:47 |